# کاووس (ساسانی)
کاووس که در منابع اسلامی از آن با نام کیوس هم یاد می‌کنند، بزرگ‌ترین فرزند قباد یکم بود. نام او شاید از روی نام کی‌کاووس، شاه اسطوره‌ای ایران گرفته شده باشد. احتمالاً باید وی ابتدا جانشین مقتدر تاج و تخت ساسانی بوده باشد. با این همه، پس از همه‌گیرشدن کیش مزدکی، کاووس متهم به پشتیبانی از مزدک و پیروی از کژدینی او شد. برادر جوان‌تر او، که خسرو انوشیروان بود و به پیروی و پشتیبانی از کیش متعارف مزدیسنا سرشناس بود، مورد پشتیبانی اشراف و موبدان قرار گرفت. به دنبال آن، کاوس از جانشینی تاج و تخت ساسانی کنار گذاشته شد و خسرو جای او را گرفت. در دوران پایانی پادشاهی پدرش، کاووس در سال ۵۲۰ میلادی به عنوان فرمانروای تبرستان گماشته شد و به او عنوان «شاه پتشخوارگر» داده شد؛ نام سلسه جبالی که بر آن حکمرانی می‌کرد. در ۵۳۰م یا ۵۳۷م، کاووس به خسرو در جنگ با ترک‌ها کمک کرد و غزنی را به‌دست آورد. با این همه هنگامی که پس از پیروزی‌اش به تبرستان بازمی‌گشت، ناگهان سر به شورش برداشت و ادعای تاج و تخت کرد. خسرو او را شکست داد و سپس تصمیم بر آن شد که کاووس را به تیسفون ببرند. در آنجا دو گزینه پیش پایش نهادند؛ یا به گناهانش اعتراف کند و یا اینکه مرگ را برگزیند. کاووس مرگ را برگزید.
خسرو انوشیروان بعد از اینکه کاووس مرگ را برگزید  به تاج و تخت نفرین کرد که چون کاووس برادری را برای او بباید کشت.